# Laddervenster

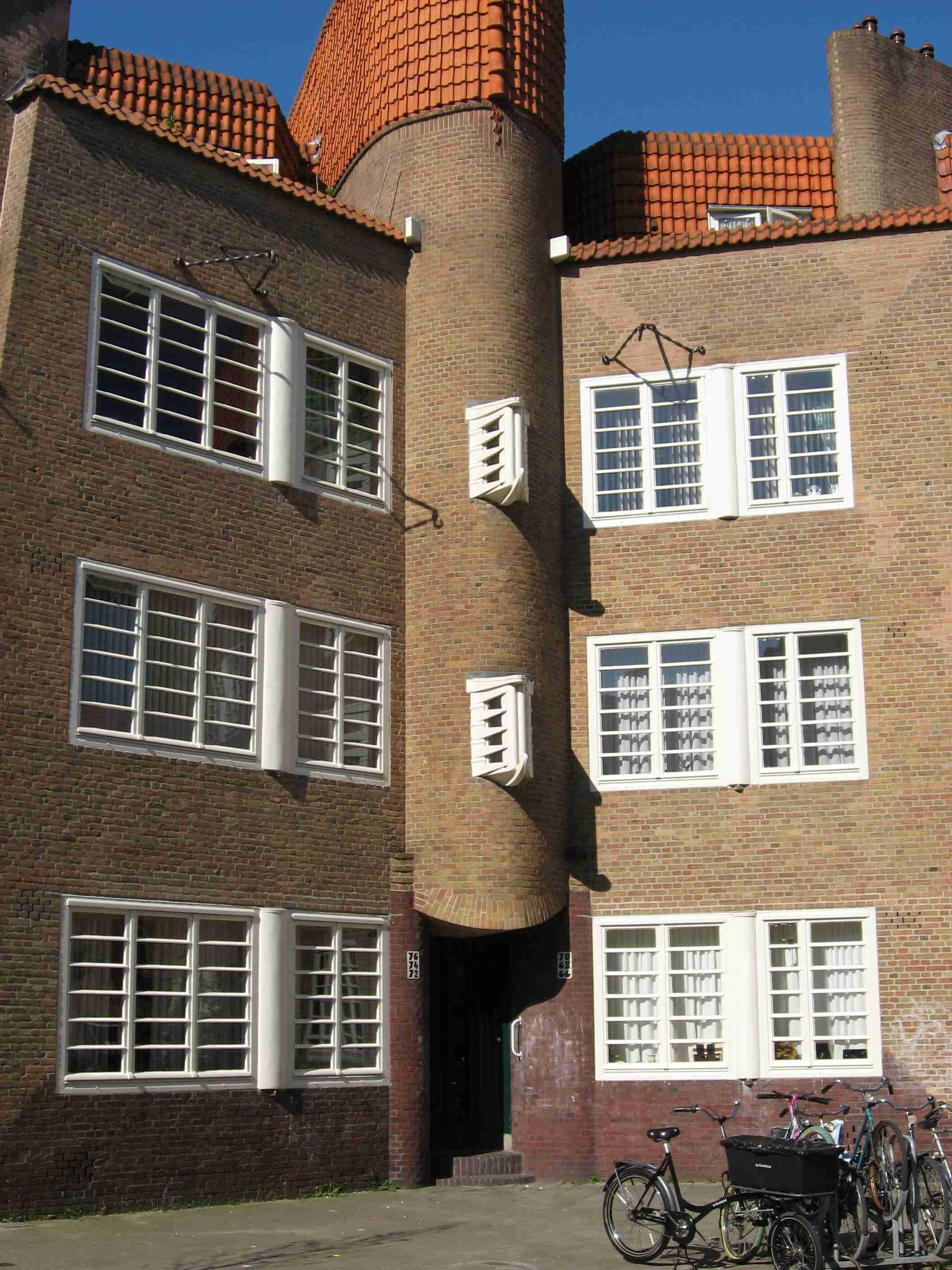
Laddervensters

Het laddervenster is een venstertype dat voornamelijk voorkomt in gebouwen die tot de stijl van de Amsterdamse School behoren.
Het venstertype heeft een onderverdeling van roeden die doet denken aan de sporten van een ladder.
In de jaren tachtig zijn de laddervensters bij veel huizenblokken vervangen door gewone ramen, wat die gevels een saaiere aanblik heeft bezorgd.